# Membrillo Bajo
Membrillo Bajo fue una aldea española perteneciente al término municipal de Zalamea la Real. Hoy día está considerada Lugar de Memoria Histórica de Andalucía.

## Historia
A mediados del siglo XIX, el lugar contaba con una población censada de 117 habitantes. La localidad aparece descrita en el undécimo volumen del Diccionario geográfico-estadístico-histórico de España y sus posesiones de Ultramar de Pascual Madoz de la siguiente manera:

MEMBRILO BAJO: ald. agregada al ayunt. de Zalamea la Real, en la prov. de Huelva (10 leg.), part. jud. de Valverde del Camino (1 1/2). pobl.: 20 vec, 117 alm. Su riqueza y contr. con su ayunt. (V.).
(Madoz, 1848, p. 367)

En 1937, la aldea contaba con 113 habitantes. Con la llegada de la II República, muchos de ellos se implicaron en un proyecto de identificación y registro de ejidos y abrevaderos de propiedad pública. 23 vecinos firmaron un escrito de protesta contra la adjudicación a un particular de terrenos que consideraban de dominio público por parte de un juzgado de Valverde. En abril de 1934, se registra un nuevo escrito denunciando el arrancamiento de mojones que señalaban los ejidos públicos y el robo de leña de las tierras comunales por parte de terratenientes. Tras el golpe de Estado de 1936, muchos de estos propietarios fueron encarcelados por las autoridades del bando republicano.
Zalamea fue tomada por el bando franquista el 25 de agosto de 1936. Durante el verano de 1937, la aldea fue destruida por milicianos de Falange y miembros del ejército. Muchos de sus habitantes fueron ejecutados de manera escalonada a lo largo de varios días y, finalmente, las casas fueron incendiadas. Esta acción se interpreta como un castigo a la defensa de sus vecinos de los intereses comunales.
El episodio de la destrucción de la aldea inspiró la novela La raya del miedo, publicada por Rafael Moreno en 2003.
El 27 de diciembre de 2013 el sitio fue declarado Lugar de Memoria Histórica de Andalucía.
Solo queda una persona viva de esta tragedia que actualmente vive en la vecina aldea de Marigenta a la que fue trasladada después de esta masacre.